# 질투의 남자
《질투의 남자》(영어: Killer Heat)는 2024년 미국의 범죄 미스터리 영화로, 요 네스뵈의 단편 소설 "Sjalusimannen" (The Jealousy Man)을 원작으로 한다. 필리프 라코트 감독이 연출했고, 조셉 고든 레빗, 셰일린 우들리, 리처드 매든이 출연했다.
2024년 9월 아마존 프라임 비디오로 공개되었다.

## 줄거리
크레타 섬에서 쌍둥이 형제인 레오와 엘리아스가 격렬한 삼각관계에 놓인다. 어느 날 형제 중 한 명이 의심스러운 정황 속에서 사망하자, '질투심 많은 남자'로 알려진 과거의 상처를 가진 형사 닉 발리가 사건을 조사하기 위해 투입된다. 부유한 바르다키스 가문은 지역 경찰을 장악하고 있어, 사건은 등반 사고로 처리되지만, 죽은 레오의 아내 페넬로페는 은밀히 닉을 고용해 진실을 밝히고자 한다.
닉은 과거의 트라우마를 잊기 위해 술에 의존하지만, 레오의 사망 원인을 파헤치기 시작한다. 경찰 조사를 담당하는 조지 멘사와 협력하게 된 닉은, 레오의 쌍둥이 형제인 엘리아스를 만나 그가 사고 전 레오와 다퉜으며 아버지로부터 경쟁을 강요받았다는 사실을 알게 된다. 닉은 자신의 집착적인 성격이 수사에 도움이 된다는 것을 깨닫고, 자신의 결혼 생활을 파탄낸 질투심의 경험을 떠올린다.
페넬로페는 닉에게 레오와 엘리아스를 처음 만났을 때의 이야기를 들려준다. 엘리아스는 레오인 척하며 페넬로페와 관계를 맺었고, 레오가 늘 그늘에 가려져 있었다는 것을 알게 된다. 닉은 바르다키스 가문의 요트에서 열린 파티에 참석하지만, 사건에 대한 의문을 제기하다가 쫓겨난다. 그러나 닉은 포기하지 않고 엘리아스를 추적하고, 페넬로페의 머리끈을 레오의 집에서 발견하면서 그녀가 레오와도 관계를 맺었음을 알아낸다.
수사 과정에서 닉은 멘사와 함께 레오의 살해에 사용된 보트를 찾아낸다. 총격전 끝에 멘사는 총에 맞고, 닉은 레오의 손가락이 부러진 것이 낙상 때문이 아니라 누군가 밟았기 때문임을 알아낸다. 닉은 페넬로페, 엘리아스, 어머니 오드리를 불러모아 진실을 폭로한다. 죽은 줄 알았던 엘리아스는 사실 레오였고, 엘리아스를 절벽에서 떨어뜨려 죽인 범인이었다. 레오가 엘리아스의 삶을 빼앗아 살고 있던 사실에 분노한 오드리는 레오를 총으로 쏴 죽인다.
사건이 일단락되었지만, 닉은 레오가 페넬로페를 해방시키려 한 것이 아니라 엘리아스의 삶을 빼앗고 페넬로페를 강제로 붙잡아두려 했다는 것을 깨닫는다. 결국 페넬로페는 닉을 설득해 딸에게 돌아가게 한다.

## 출연진
- 조셉 고든 레빗 - 닐 밸리
- 셰일린 우들리 - 퍼넬러피 바더키스
- 리처드 매든 - 리오 바더키스 / 일라이어스 바더키스
- 클레어 홀먼 - 오드리
- 바부 시세이 - 조르주 멘사
- 애비 리 - 모니크